# Surtla
Surtla est un volcan sous-marin situé dans le Sud de l'Islande, à proximité de l'île de Surtsey. Il s'est formé en 1963 au cours d'une éruption volcanique de dix jours, qui a construit un mont sous-marin culminant une quarantaine d'années après l'éruption à soixante-dix mètres au-dessus du fond de la mer et à cinquante mètres sous la surface de l'eau,.

## Géographie
Surtla est situé dans le Sud de l'Islande, à l'extrémité méridionale de l'archipel des îles Vestmann, à deux kilomètres à l'est-nord-est de l'île de Surtsey.
Il s'agit d'un volcan monogénique ayant formé un mont sous-marin mesurant 600 mètres de largeur pour 900 mètres de longueur au cours d'une éruption volcanique sous-marine,. Le volcan n'a pas réussi à émerger au-dessus de la mer et culmine une quarantaine d'années après l'éruption à soixante-dix mètres au-dessus des fonds marins soit cinquante mètres sous la surface de la mer.
De même que l'île de Surtsey et les monts sous-marins voisins de Syrtlingur et Jólnir, Surtla est inclus dans la zone tampon maritime de ce site inscrit sur la liste du patrimoine mondial de l'Unesco depuis 2008.

## Histoire
Le 28 décembre 1963, un panache volcanique s'élève de la surface de la mer à deux kilomètres à l'est-nord-est de Surtsey qui est alors en éruption depuis le 10 novembre de la même année. Les volcanologues déduisent de cette colonne qui s'élève dans le ciel que des explosions sous-marines provoquées par l'ouverture d'une fissure volcanique d'environ 250 mètres de longueur émettant de la lave construisent un mont sous-marin composé de téphras. Baptisé Surtla, ce volcan n'est pas arrivé à émerger lorsque son éruption s'arrête le 6 janvier 1964. Il culmine alors à cent mètres au-dessus des fonds marins soit à un peu plus de vingt mètres sous la surface de la mer.
En 2000, Surtla a perdu une trentaine de mètres en hauteur sous l'effet de l'érosion marine ce qui le fait culminer à soixante-dix mètres au-dessus des fonds marins soit cinquante mètres sous le niveau de la mer,.